# Gynoplistia cyanoceps
Gynoplistia cyanoceps là một loài ruồi trong họ Limoniidae. Chúng phân bố ở miền Australasia.